# Samsung Galaxy S4 Mini
De Samsung Galaxy S4 Mini is een smartphone van het Zuid-Koreaanse conglomeraat Samsung en werd aangekondigd op 31 mei 2013. De naam wijst op het feit dat het een kleinere versie van de Samsung Galaxy S4 is. De telefoon is vanaf het derde kwartaal van 2013 verkrijgbaar bij diverse Nederlandse telecomproviders in de kleuren wit en zwart.

## Hardware

### Scherm
De Mini heeft een capacitief Super amoled-aanraakscherm van 4,3 inch. Het scherm is opgebouwd met de PenTile-indeling, een techniek waarbij pixels op een bepaalde manier worden gerangschikt. Hierdoor is het kleurencontrast op het scherm tot oneindig aan te passen. Dit type schermen wordt over het algemeen als minder "kleurecht" beschouwd. De verschillen zijn bij extreem inzoomen goed te zien. Het scherm laat de gebruiker tevens 16 miljoen kleuren zien met een resolutie van 960 bij 540 pixels, wat neerkomt op een pixeldichtheid van 256 ppi.

### Processor en geheugen
De telefoon wordt aangestuurd door een Qualcomm-processor die geklokt is op 1,7 GHz. Dit is de Snapdragon 400 en deze behoort tot de nieuwste generatie Qualcomm-chips. De GPU is een Adreno 305. Het werkgeheugen bedraagt 1,5 GB. Het opslaggeheugen is 8 GB. Wel is het opslaggeheugen uit te breiden met een microSD-kaart tot 64 GB.

## Software
De smartphone maakt gebruik van het besturingssysteem Android versie 4.4.2, ook wel KitKat genoemd. Boven op het besturingssysteem heeft Samsung een eigen grafische schil gelegd, TouchWiz, vergelijkbaar met HTC's Sense UI en Sony's Timescape UI. De S4 Mini heeft grotendeels dezelfde mogelijkheden als de grotere S4.
Galaxy ·
Galaxy 3 ·
Galaxy 5 ·
Ace 2 ·
Ace plus ·
Ace ·
Beam ·
Core ·
Express ·
Fit ·
Fame ·
Gio ·
Grand ·
Mega ·
Mini ·
Nexus ·
Note ·
Note 2 ·
Note 3 ·
Player ·
Pocket ·
Pocket 2 ·
Portal ·
Prevail ·
R ·
TxT ·
Spica
W ·
Xcover ·
Y ·
Y2

A-serie:
A3 ·
A5 ·
A6 ·	
A7 ·
A8 ·
A9 ·
A00 ·
A10 ·
A20 ·
A30 ·
A40 ·
A50 ·
A60 ·
A70 ·
A80 ·
A90

S-serie:
Galaxy S ·
S Plus ·
S Advance ·
S Duos ·
S II ·
S II Plus ·
S III ·
S III Mini ·
S4 ·
S4 Mini ·
S5 ·
S5 Mini ·
S5 Plus ·
S5 Neo · 
S6 ·
S7 ·
S8 ·
S9 ·
S10 ·
S20 ·
S21 ·
S22 ·
S23 ·
S24